# Supermarket Flowers
"Supermarket Flowers" é uma canção gravada pelo músico inglês Ed Sheeran para o seu terceiro trabalho de estúdio, ÷ (2017), no qual foi inclusa como a décima segunda faixa do alinhamento, bem como a última da edição padrão do mesmo. Foi co-composta pelo intérprete juntamente com Johnny McDaid e Benjamin Levin, enquanto a produção e arranjos ficou a cargo de Benny Blanco e McCaid, com Sheeran fazendo arranjos adicionais. Uma versão interpretada ao vivo pelo artista na cerimónia de entrega de prémios BRIT foi divulgada como um single promocional a 21 de Fevereiro de 2018 pela editora discográfica Asylum.

## Alinhamento de faixas
- Single promocional[1]

1. "Supermarket Flowers" (ao vivo nos BRITs) — 3:47

## Créditos e pessoal
Os créditos seguintes foram adaptados do encarte do álbum ÷ (2017):
- Johnny McDaid — vocais de apoio, piano, composição, produção e arranjos
- Benny Blanco — programação, teclado
- Ed Sheeran — vocais principais, composição, produção e arranjos adicionais
- Benjamin Levin — composição
- Chris Sclafani — engenharia acústica

## Desempenho nas tabelas musicais
| País — Tabela musical (2017-18)                       | Posição de pico |
| ----------------------------------------------------- | --------------- |
| Austrália — ARIA Top 100 Singles Chart                | 19              |
| Áustria — Ö3 Austria Top 40                           | 39              |
| Canadá — Hot 100 (Billboard)                          | 31              |
| Dinamarca — Single Top-40 (Hitlisten)                 | 26              |
| República Checa — Singles Digital - Top 100 (FIIF)    | 25              |
| Estados Unidos — Billboard Hot 100                    | 75              |
| França — Top Singles (SNEP)                           | 109             |
| Alemanha — Top 100 Singles (GfK Entertainment Charts) | 29              |
| Hungria — Stream Top 40 (MAHASZ)                      | 40              |
| Irlanda — Singles Top 50 (IRMA)                       | 9               |
| Itália — Top Singoli (FIMI)                           | 43              |
| Países Baixos — Single Top 100 (MegaCharts)           | 20              |
| Escócia — Singles Sales Top 100 (OCC)                 | 12              |
| Suécia — Top Singles Top 100 (Sverigetopplistan)      | 25              |
| Reino Unido — Official Singles Chart Top 100 (OCC)    | 8               |
| Filipinas — Hot 100 (Billboard)                       | 29              |

| País — Tabela musical (2017)        | Posição |
| ----------------------------------- | ------- |
| Reino Unido — Singles Top 100 (OCC) | 90      |

| Região — Associação (Vendas)    | Certificação |
| ------------------------------- | ------------ |
| Austrália — ARIA (140 000)      | 2× Platina   |
| Canadá — Music Canada (160 000) | 2× Platina   |
| Dinamarca — FIIF (90 000)       | Platina      |
| Itália — FIMI (25 000)          | Ouro         |
| Reino Unido — BPI (600 000)     | Platina      |
| Estados Unidos — RIAA (500 000) | Ouro         |